# ۱۱۰۱ (میلادی)
۱۱۰۱ (میلادی) هزار و صد و یکمین سال تقویم میلادی است.

## درگذشتگان
‎